# Przegląd Historyczno-Oświatowy
Przegląd Historyczno-Oświatowy – kwartalnik poświęcony badaniom dziejów oświaty i wychowania w Polsce. Ukazuje się od 1947, początkowo w Krakowie, obecnie (2019) w Warszawie. Wydawcą jest Związek Nauczycielstwa Polskiego. Pismo publikuje artykuły naukowe poświęcone dziejom oświaty i wychowania na ziemiach polskich.
Redaktorem naczelnym jest Witold Chmielewski.
W 1962 sekretarzem redakcji była Wanda Wyrobkowa-Pawłowska.
Ukazuje się dwa razy w roku.
"Przegląd Historyczno-Oświatowy" znajduje się na liście czasopism naukowych Ministra Nauki i Szkolnictwa Wyższego (w 2019 liczba punktów - 20). 
Bibliografia pisma za lata 1947–2007: http://pho.znp.edu.pl/bibliografia-przegladu-historyczno-oswiatowego-za-60-lat-dzialalnosci-wydawniczej-1947-2007/